# John Geddes (cyclisme)
John Geddes, né le 13 août 1936 à Liverpool, est un coureur cycliste britannique. Il est notamment médaillé de bronze de la poursuite par équipes aux Jeux olympiques d'été de 1956, à Melbourne, avec Tom Simpson, Donald Burgess et Michael Gambrill.

## Palmarès

### Jeux olympiques
- Melbourne 1956
  -  Médaillé de bronze de la poursuite par équipes

### Championnats du monde
- Copenhague 1956
  -  Médaillé de bronze de la poursuite individuelle amateurs

### Championnats nationaux
- Champion de Grande-Bretagne de poursuite individuelle en 1959 et 1961

## Palmarès sur route
- 1959
  - 6e étape de la Milk Race
  - 2e de la Milk Race
  - 3e du championnat de Grande-Bretagne sur route
- 1962
  - Circuit des Ardennes
  - 2e de Paris-Mantes